# Гречинецька сільська рада
Гречине́цька сільська́ ра́да — адміністративно-територіальна одиниця та орган місцевого самоврядування в Летичівському районі Хмельницької області. Адміністративний центр — село Гречинці.

## Загальні відомості
Гречинецька сільська рада утворена в 1930 році.
- Територія ради: 43,55 км²
- Населення ради: 1 017 осіб (станом на 2001 рік)

## Населені пункти
Сільській раді були підпорядковані населені пункти:
- с. Гречинці
- с. Іванинці
- с. Михунки

## Склад ради
Рада складалася з 14 депутатів та голови.
- Голова ради: Попович Володимир Анатолійович
- Секретар ради: Коломієць Анастасія Іванівна

### Керівний склад попередніх скликань
| Прізвище, ім'я, по батькові    | Основні відомості                                                 | Дата обрання | Дата звільнення |
| ------------------------------ | ----------------------------------------------------------------- | ------------ | --------------- |
| Попович Володимир Анатолійович | Сільський голова, 1966 року народження, освіта вища               | 26.03.2006   | 31.10.2010      |
| Попович Володимир Анатолійович | Сільський голова, 1966 року народження, освіта вища, безпартійний | 31.10.2010   |                 |

Примітка: таблиця складена за даними сайту Верховної Ради України

### Депутати
За результатами місцевих виборів 2010 року депутатами ради стали:

#### За суб'єктами висування
| Суб'єкт висування | Кількість обраних депутатів | %    |
| ----------------- | --------------------------- | ---- |
| Партія регіонів   | 10                          | 71,4 |
| Самовисування     | 3                           | 21,4 |
| Народна партія    | 1                           | 7,1  |

#### За округами
| № округу        | Прізвище, ім'я, по батькові      | Дата визнання обраним | Освіта  | Партійна приналежність | Відомості про обраного депутата             |
| --------------- | -------------------------------- | --------------------- | ------- | ---------------------- | ------------------------------------------- |
| Народна Партія  |                                  |                       |         |                        |                                             |
| 3               | Прохорчук Сергій Володимирович   | 03.11.2010            | середня | член Народної партії   | тимчасово не працює                         |
| Партія регіонів |                                  |                       |         |                        |                                             |
| 1               | Коломієць Анастасія Іванівна     | 03.11.2010            | вища    | позапартійна           | Гречинецька сільська рада, секретар         |
| 2               | Карачун Віра Миколаївна          | 03.11.2010            | середня | позапартійна           | Стандарт-Агро, комірник                     |
| 5               | Чорнобай Оксана Дмитрівна        | 03.11.2010            | вища    | позапартійна           | Гречинецька загальноосвітня школа, директор |
| 7               | Дзядух Микола Онисомович         | 03.11.2010            | середня | позапартійний          | тимчасово не працює                         |
| 8               | Сисоєва Валентина Михайлівна     | 03.11.2010            | середня | позапартійна           | Гречинецька загальноосвітня школа, повар    |
| 9               | Кузьменко Василь Митрофанович    | 03.11.2010            | вища    | позапартійний          | пенсіонер                                   |
| 10              | Сінерук Віктор Володимирович     | 03.11.2010            | середня | позапартійний          | КП «Летичівський спецлісгосп», лісник       |
| 12              | Люлік Лідія Леонтіївна           | 03.11.2010            | середня | член Партії регіонів   | тимчасово не працює                         |
| 13              | Данчук Світлана Андріївна        | 03.11.2010            | середня | член Партії регіонів   | приватний підприємець, продавець            |
| 14              | Панчишин Юрій Степанович         | 03.11.2010            | середня | член Партії регіонів   | Головченецький гранкар'єр, тракторист       |
| Самовисування   |                                  |                       |         |                        |                                             |
| 4               | Фоміна Надія Костянтинівна       | 03.11.2010            | вища    | позапартійна           | Гречинецька загальноосвітня школа, вчитель  |
| 6               | Василишина Марія Миколаївна      | 03.11.2010            | середня | позапартійна           | тимчасово не працює                         |
| 11              | Горбанчук Антоніна Олександрівна | 03.11.2010            | вища    | позапартійна           | приватний підприємець, приймач молока       |